# رصدخانه سلطنتی بلژیک
رصدخانه سلطنتی بلژیک (هلندی: Koninklijke Sterrenwacht van België)، (هلندی: Koninklijke Sterrenwacht ون België؛ فرانسوی: Observatoire Royal de Belgique) از سال ۱۸۹۰ در اوکل بنا شده‌است. این رصدخانه قبلاً در سال ۱۸۲۶ توسط ویلیام اول با تشویق آدولف کوتله در شهر سن-ژوس-تان-نود برپا شده‌بود. تلسکوپ این رصدخانه، به عنوان یکی از بزرگترین تلسکوپ‌های جهان در آن زمان، جای مناسبی برای بازتابنده دیافراگم زایس آن با ضخامت ۱۰۰ سانتیمتر، در نیمهٔ اول سدهٔ بیستم بود. این مرکز همچنین با انواع ابزارهای اخترشناسی دیگر مانند اخترنگار، و انواع تجهیزات لرزه‌نگاری (برای تشخیص زلزله) نیز مجهز است.
فعالیت‌های اصلی این رصدخانه عبارتند از:
سیستم‌های مرجع و زمین‌پویایی‌شناسی (ژئودینامیک)؛
اخترسنجی (استرومتری) و پویایی ااجرام آسمانی؛
اخترفیزیک؛
فیزیک خورشیدی.
سیارک اوکل ۱۲۷۶ به افتخار این شهر، و رصدخانهٔ آن نیز بنام گروزلنبرگ ۱۶۹۰۸؛ نام تپه‌ای که رصدخانه بر آن بنا شده، نامگذاری شده‌است.